# Vestido de Shanghai Lily
El vestido de Shanghai Lily (en inglés: Shanghai Lily's dress) es un traje que la actriz Marlene Dietrich lució en la película El expreso de Shanghai (1932).

## Historia

### Contexto
Travis Banton, autor del vestido de Shanghai Lily, ya había trabajado con Dietrich en Marruecos (1930) y Dishonored (1931); en Marruecos el diseñador vistió a la actriz con un frac que causó sensación en su momento, siendo a día de hoy uno de sus atuendos más recordados. Ambas películas fueron dirigidas por Josef von Sternberg, quien acababa de catapultar la carrera de Dietrich con El ángel azul (1930), filme que despertó el interés de Hollywood por ambos; tanto el director como la actriz fueron contratados por Paramount Pictures, forjando una estrecha colaboración que los llevaría a trabajar juntos en un total de siete películas. En El expreso de Shanghai, Sternberg dotó a Dietrich de un aura misteriosa a la par que angelical con el fin de recalcar el carácter de mujer fatal de su personaje, la cantante de cabaret Shanghai Lily. En palabras de la actriz:

Ha cambiado el tono de mi cabello con luz, usando una luz de fondo tan hábilmente que toca solo las puntas de mi pelo, causando un brillo como un halo... ahueca mis mejillas con sombras, amplía la mirada de mis ojos, y estoy fascinada por esa cara allí arriba en la pantalla... espero con ansias las tomas cada día para comprobar cómo yo, su criatura, me veré.

No obstante, al no ser miembro del gremio de directores de fotografía, Sternberg no podía ser acreditado por esta labor, la cual fue adjudicada a Lee Garmes, quien llevaba colaborando con el director desde Marruecos, si bien tanto Garmes como Sternberg contaron con la ayuda de James Wong Howe, quien al igual que Sternberg no recibió acreditación alguna. En El ángel azul el vestuario, obra de Tihamer Varady, había sido escogido por la propia Dietrich a sugerencia de su esposo Rudolf Sieber, quien convenció a Sternberg de que la actriz tenía buen ojo a la hora de seleccionar su guardarropa, mientras que en Marruecos el vestuario fue elegido en su mayoría por el director, a quien se le atribuye la elección del famoso frac que sentaría las bases del estilo andrógino de Dietrich. Fue precisamente en este filme donde comenzó la colaboración entre Dietrich y Banton, quien vestiría a la actriz en un total de nueve películas: Marruecos, Dishonored, El expreso de Shanghai, La Venus rubia (1932), The Song of Songs (1933), Capricho imperial (1934), El Diablo era mujer (1935), Desire (1936) y Angel (1937). A su vez, Banton y Sternberg formaron un tándem, junto con Garmes y el director artístico Hans Dreier, el cual consistió en crear un estilo entonces denominado «Hollywood Baroque» que llevaría a Dietrich a declarar lo siguiente: «Ambos [Sternberg y Banton] crearon mi imagen cinematográfica... solo tuve que deslizarme dentro de ella».

### Creación
Aunque el vestuario de El expreso de Shanghai corrió a cargo de Banton, Dietrich participó activamente en el diseño de los atuendos. Para la primera aparición de Shanghai Lily, la actriz decidió que su ropa fuese enteramente de color negro, ya que creía que ese tono la haría verse más delgada, pues en aquel entonces Dietrich consideraba que había ganado peso. La elección de este color planteaba sin embargo el inconveniente de que las cámaras de entonces tendían a hacer desaparecer todo el detalle de las telas de color negro ya que el mismo solía mostrarse completamente plano. La actriz declaró, tal y como recordó su hija Maria Riva en el libro Marlene Dietrich: The Life (2017):

¡Estoy gorda! Mucho más gorda que en Marruecos. Aunque no coma absolutamente nada, no podré adelgazar lo suficiente para cuando empiece el rodaje. Negro... todo tiene que volver a ser negro. Pero no plano... Aprendí eso en Marruecos. Tengo que encontrar algo para romper la planitud. Negro... ¿qué rompe el negro sobre negro? ¡Imposible!... Tengo que tomar más laxantes, beber café... de ahora en adelante, solo fumar... Tren... China... Calor... Polvo... Jo dice... todo muy oriental... como una sensación de fumadero de opio. Así que... tal vez, debería ser... diferente... como algunas raras y extrañas… ¿plumas de pájaro?: 115 

Decidida a que el vestido estuviese decorado con plumas, la actriz pidió a su chofer, Harry, que en vez de conducir hacia su camerino fuese directamente y a toda prisa al departamento de vestuario, detalle que sorprendió a su hija ya que Dietrich detestaba los coches y la velocidad. Una vez reunida con Banton, la actriz gritó: «¡PLUMAS! ¡Travis… plumas! ¿Qué te parece?... ¡Plumas negras! Ahora, ¿qué pájaro tiene plumas negras que se fotografíen?».: 116  Según el testimonio de Riva:

Estaban en un gran cuadrado de cajas, cajas grandes y largas, cajas grandes y profundas, cajas grandes y planas. ¡No sabía que hubiese tantos pájaros de plumas negras en el mundo entero! Algunas rizadas, algunas onduladas, algunas puntiagudas, algunas en pico, algunas temblaban, algunas goteaban, algunas flotaban, algunas simplemente se quedaron ahí… negras, ominosas y similares a una jungla. Mi madre caminó entre contenedores, ahuecando, sumergiendo sus manos en el contenido, dejando que esa abundancia flotara entre sus dedos, probando el peso, la forma, el color y la capacidad de refractar la intensa luz que descendía desde el techo del gran probador. ¿Avestruz?... demasiado gruesas, pero con rayas, nada mal para... ¿quizás un négligée en otra escena? ¿Garceta?... Demasiado difíciles de moldear, pero se encargó una parte blanca para usarla como sombrero más adelante en la película, cuando necesitaran un poco de alivio del aspecto demasiado negro... ¿Ave del paraíso? Mal teñidas... ¿Garza? Demasiado finas y tenues... ¿Cisne negro? Demasiado ligeras y opacas... ¿Cuervo? Demasiado rígidas. ¿Águila? Demasiado anchas, y de todos modos imposible salvo para las películas indias. ¿Marabú? Demasiado esponjosas. Pisándole los talones, Travis Banton no dejaba de preguntarle a su asistente dónde estaba el último envío de la selva amazónica. De repente, se detuvo y giró sobre sus talones:

«¡Charlie! ¡Consígueme gallos de pelea, las plumas de la cola de auténticos gallos de pelea mexicanos! ¡Y si su estado no es lo suficientemente iridiscente, podemos darles un lavado verde!».

Los gallos que finalmente sacrificaron su plumaje para el famoso look de la película El expreso de Shanghai debieron haber estado en una condición magnífica, pues cuando las plumas llegaron, su iridiscencia verde negruzca era tan intensa que brillaba a través del papel de seda en el que estaban envueltas. Mi madre estaba contenta, besó a Travis en ambas mejillas, me llamó a mi rincón asignado: «¡Cariño, ven! ¡Mira! ¡Un sueño! ¡Negro, con luz propia! ¡Estrecho, con curvas naturales! Ahora, Travis puede diseñar el primer traje, que será EL look de la película.: 116 

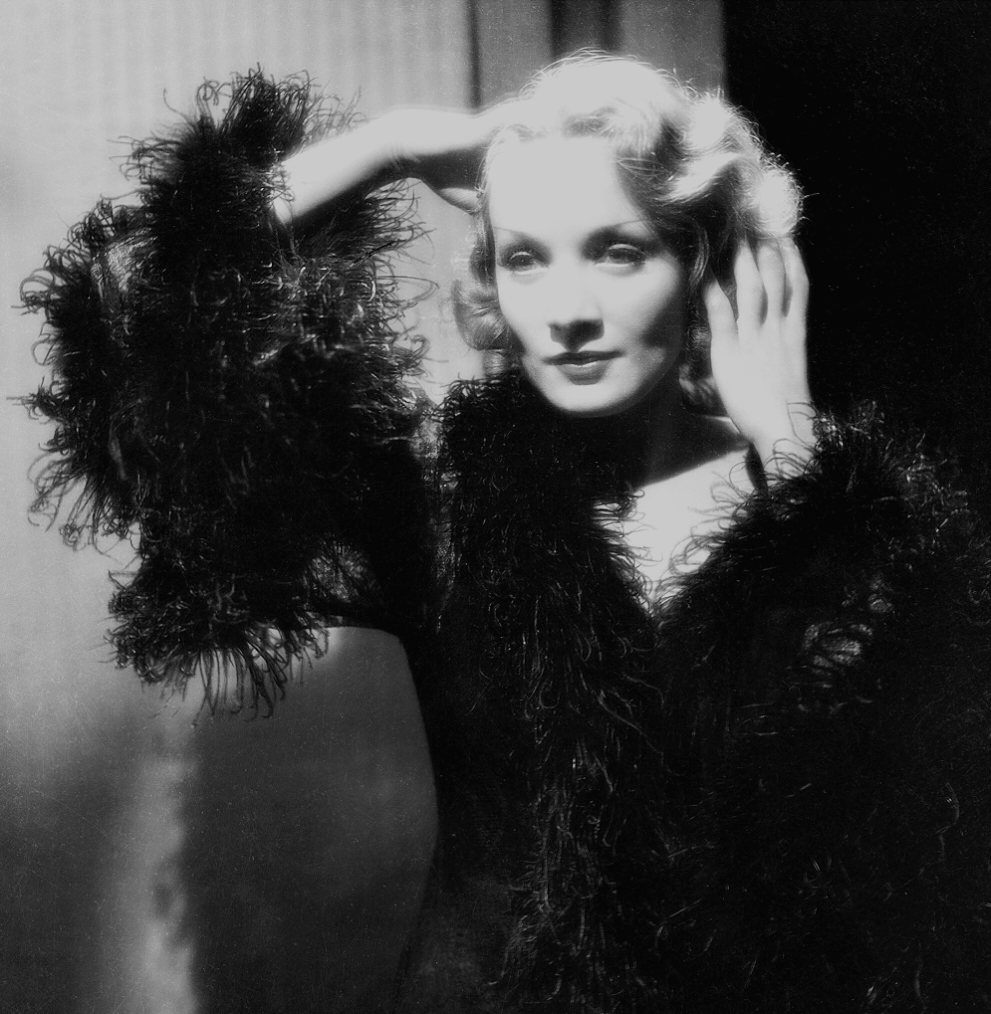
Marlene Dietrich en El expreso de Shanghai (1932). Las plumas del atuendo de la imagen fueron descartadas para el vestido de Shanghai Lily.

Para complementar el atuendo se procedió a la creación de un sombrero equipado con un velo. La actriz había quedado fascinada con el aura de misterio que los velos habían proporcionado a su rostro en Marruecos y Dishonored; decidida a repetir esta imagen en El expreso de Shanghai, pidió, contra la opinión de Banton, que su rostro fuese parcialmente cubierto con un velo, lo que condujo al traslado al estudio de numerosos rollos de tela de color negro procedentes de los almacenes de Paramount. El examen de cada una de estas telas llevó horas; cada tejido descartado era arrojado al suelo, el cual terminó cubierto de una capa negra traslúcida semejante a una tela de araña. Para cuando Dietrich se probó el velo definitivo, marcado con el código «Black 41» («Negro 41»), ya había anochecido; mientras la actriz lo sostenía frente a ella, Banton profirió un sonoro grito de alegría al ver que su rostro cobraba vida con las «líneas horizontales, como sombras proyectadas por persianas venecianas», un toque que el diseñador consideró perfecto para la película, aunque en un principio Riva creyó que el velo en cuestión no quedaría bien debido a la marcada horizontalidad del patrón y la disposición en diagonal de las plumas de gallo del sombrero al que iría destinado. Al igual que con el plumaje del vestido, la hija de Dietrich registró de forma detallada el proceso de elección del velo:

Era el día del velo. Estaba decidida a repetir el impacto del «look velado» usado con tanta eficacia tanto en Marruecos como en Dishonored, y buscaba el velo perfecto para el sombrero de plumas de gallo moldeado que esperaba ser terminado. Había rollos numerados esparcidos por el suelo alfombrado de gris. Tomó uno, marcado como «Negro 3», lo arrojó hacia adelante, desenrollando una malla fina con pequeñas burbujas negras, se puso un trozo sobre los ojos y lo dejó caer; dio la vuelta al «Negro 10», examinó sus formas de diamante contra su piel, dejó que el trozo se deslizara al suelo; Pateé el «Negro 5» a un lado, reconociéndolo como el que se usara en Marruecos.

Tres horas después, el suelo del probador parecía como si todas las arañas del mundo hubieran tejido su tela sobre él. No se había encontrado nada, todo había sido rechazado. Empezaba a oscurecer afuera. Las curiosas farolas victorianas de la ajardinada calle de Paramount estaban encendidas. En aquellos tiempos, todos trabajaban hasta que alguien les daba permiso para irse a casa. ¡Había habido cuatro cambios de ropa y Travis seguía sin bostezar! Yo bostezaba a escondidas cuando iba al baño, pero nunca me quedaba lejos demasiado tiempo, corriendo de vuelta por miedo a que hubieran encontrado el velo adecuado sin que yo estuviera presente para presenciar el gran momento de su descubrimiento.

«Marlene, mi amor, ¿estás totalmente decidida a ponerte un velo? Las plumas pueden parecer bastante recargadas. La forma en que las tenemos colocadas ahora es perfecta, simplemente delineando una mejilla sobre la mandíbula. Un velo podría distraer».

«No, Travis, falta algo. ¿Quizás sean demasiado delicados? ¿Patrones más gruesos, quizás?» Las asistentes, exhaustas, trajeron los Negros 39, 40, 41 y 42. El 39 tenía lunares grandes que le daban la impresión de tener varicela negra. El 40 tenía garabatos que subían y bajaban. El 41 tenía líneas horizontales, como sombras proyectadas por persianas venecianas, algo absolutamente imposible con el patrón diagonal de las plumas en la forma del sombrero. Aun así, se puso un trozo sobre los ojos y ¡algo asombroso sucedió! Su rostro cobró vida. Travis soltó un grito de alegría (después descubrí que era de Texas, donde hacían ruidos tan escalofriantes), aplaudió extasiado, y las pequeñas damas casi se hundieron de rodillas, aliviadas y agradecidas. Mi madre simplemente sonrió, se quitó con cuidado el sombrero con alfileres, se lo entregó junto con el número 41 a Travis, le dio un beso en la mejilla, me tomó de la mano y nos acompañó rápidamente fuera del oscuro departamento de vestuario. ¡Hora de ir a casa y preparar la cena de nuestro director!: 118 

En lo concerniente al corte del traje, Banton optó por diseñar un atuendo de crepé con un largo corte al bies «bordado con plumas que le caían sobre el cuello, los hombros y los brazos»; este vestido, al igual que el resto del guardarropa del filme, se ajustaba perfectamente a la figura de la actriz, a quien le gustaban las pruebas de vestuario, llegando al extremo de permanecer inmóvil hasta doce horas al día, sin siquiera hacer descansos para comer o ir al baño (la resistencia de Dietrich era tal que los ayudantes del diseñador debían turnarse). El atuendo fue complementado con un largo collar de cuentas de cristal que caían en cascada por el corpiño y ayudaban a alargar su figura, y con un par de guantes de cuero debido a que a la actriz no le gustaban sus manos; para la ocasión se eligieron unos guantes de piel de cabritilla de Hermès y un bolso a juego de estilo art déco de la misma firma. Cabe destacar que Sternberg no vio el atuendo hasta que el mismo estuvo terminado, detalle que prueba la confianza que el director tenía tanto en Banton como en Dietrich, pues lo usual entonces era mostrar los bocetos del vestuario a los directores para que estos diesen su aprobación. Cuando Sternberg vio a la actriz enfundada en el traje sobre una plataforma elevada en el estudio del diseñador, rodeada a su vez de varios espejos que permitían una visión del conjunto desde todos los ángulos, el director, satisfecho, declaró que era «una ejecución soberbia de un diseño imposible. Os felicito a todos», lo que generó el aplauso de todo el equipo así como una celebración con champán.

### Controversia
El vestido causó impacto en la sociedad de la época y provocó que las espectadoras quisiesen imitarlo; este furor por copiar el estilismo de una actriz llegaría a sus cotas más altas pocos meses después del estreno del filme con el lanzamiento de Letty Lynton (1932), película en la que Joan Crawford lució un traje (conocido como vestido Letty Lynton) el cual desataría una revolución en el sector mercantil al ser masivamente manufacturado para su venta al público, prendado del atuendo por lo innovador que en su momento supuso para la industria textil. La poderosa influencia de Hollywood en el mundo de la moda llegó al extremo de desbancar a París como referente en Estados Unidos, declarando varios periodistas en 1933 que esta situación se debía al fuerte influjo que el cine tenía en las mujeres de la era de la Gran Depresión, quienes solían copiar el estilismo de las actrices con el fin de emularlas, circunstancia de la que se hizo eco el Santa Cruz Evening News en un artículo publicado el 20 de septiembre de 1933 en el que figuraba la siguiente pregunta: «¿Se está convirtiendo Hollywood en la capital mundial del estilo?». A mayores, el mencionado artículo exponía lo siguiente:

Hubo un tiempo en que los nombres mágicos de Patou y Chanel hacían que las mujeres se apresuraran a buscar cualquier vestido que llevara estas etiquetas. Los redactores publicitarios se entusiasmaban con las mangas de Schiaparelli, los escotes de Mainbocher, las plumas de Agnes. Citar a cualquier otra autoridad era un suicidio.

Pero cada vez es más común que los mejores diseñadores parisinos sean solo nombres vagos para la mujer promedio. Le interesa más probarse el vestido que lució Joan Crawford en su última película, con el que espera que la transforme en una persona radiante y glamurosa, lista para afrontar todas las situaciones emocionantes en las que las reinas del cine parecen tan propensas a caer… Las reinas del cine van ocasionalmente a París a buscar sus vestidos, pero la gran mayoría de la moda cinematográfica se diseña en el estudio para una estrella en particular. Cada empresa tiene su diseñador maestro, ¡y lo que queremos decir es que son maestros!

Esta inesperada popularidad entre el público femenino despertó sin embargo las críticas de Schiaparelli, quien consideraba que la prenda era demasiado ostentosa para ser replicada en masa; crítica con Hollywood, la diseñadora llegaría a protagonizar una gran controversia con Banton el 26 de agosto de 1934, cuando The Monitor difundió un cruce de opiniones entre ambos bajo el título «París acusa a las películas de fomentar el mal gusto en la moda—Hollywood responde “No” y estilistas debaten la cuestión». Schiaparelli consideraba que las plumas del vestido eran de mal gusto, mientras que Banton defendía que el atuendo, aunque desafortunado desde un punto de vista estilístico, había sido creado únicamente para ajustarse al personaje del filme. Apenas unos días después, el 31 de agosto, Schiaparelli prosiguió con sus críticas en el San Pedro News Pilot:

Decadencia en el vestir […]. La exageración, la elaboración, cualquier cosa menos simplicidad, parece ser el objetivo de los diseñadores de vestuario cuando visten a sus estrellas. Las americanas van al cine, luego van a casa y copian la ropa favorita de las actrices. Mangas grandes, volantes de organdí, cuellos exagerados, plumas por todas partes hasta que siento que ya no podemos mirar a un pájaro a la cara. Esos son los efectos que vemos en las películas y no los efectos que crean verdadera elegancia: la belleza reside en la simplicidad, enmarcando el cuerpo y la cara, sin exagerarlos. Hace tres años fui a América y me quedé profundamente impresionada por la elegancia de las mujeres americanas. Hace poco volví y me quedé impactada con la ausencia de esa cualidad. Parecían estar intentando llevar todo de una sola vez. Unos pocos modistos [de París] están copiando las películas [para sus clientas], y muchas de ellas los están aceptando. Todavía quedan mujeres elegantemente vestidas en París, pero este verano vi algunos horrores. Todo ello debido a la exageración. [Unas pocas] se dan cuenta de que un buen vestido con un cambio de accesorios vale por doce recargados. Por el contrario, creo que hay muy pocos [diseñadores de vestuario] capaces entre ellos y que lo hacen extraordinariamente bien bajo las circunstancias. Pero trabajan contra grandes estrafalarios. En primer lugar, creo que nuevos e interesantes materiales inspiran modas y ellos tienen pocas novedades con las que trabajar. Deben caer de regreso en el satén y el crepé de China. En segundo lugar, hay caprichos de estrella, los antojos de su madre, los deseos del director, las exigencias de la escena, todo a tener en cuenta. Al final me asombra que lo hagan todo tan bien como lo hacen.: 4 

Ante estas acusaciones, Banton optó por responder de manera diplomática:

Bueno, podría tomarlo como algo personal, ya sabes. Soy aficionado a las plumas, en su lugar. El problema es que la gente insiste en sacar las prendas cinematográficas de su contexto en la película, lo cual es tan injusto como juzgar un libro por una frase aislada. Tomemos como ejemplo las cosas que hice para Marlene Dietrich en El expreso de Shanghai. Había algunas plumas, sí. Ninguna mujer de buen gusto se vestiría como yo la vestí para viajar. Lo que olvidan es que la señorita Dietrich en esa película representaba a una semimundana, cuya ropa sería ostentosa y llamativa. Sin embargo, adaptada para la noche, la misma vestimenta sería adecuada.

En noviembre de 1935, Banton declararía lo siguiente:

Cuando creo un vestuario para una estrella, no tengo nada en mente excepto la actriz y la trama de la producción. Si la creación se pone de moda y es copiada por tiendas de ropa de varios países, me alegro, claro. Pero no pienso en eso mientras trabajo. Al fin y al cabo, me contratan los estudios para vestir a las estrellas, no al público. Mientras arreglo una abertura exótica en una falda para Marlene Dietrich, nunca me detengo a considerarla un estilo práctico para la mujer promedio. Mi trabajo es hacer que Marlene luzca lo más glamurosa posible.: 8 

### Paradero

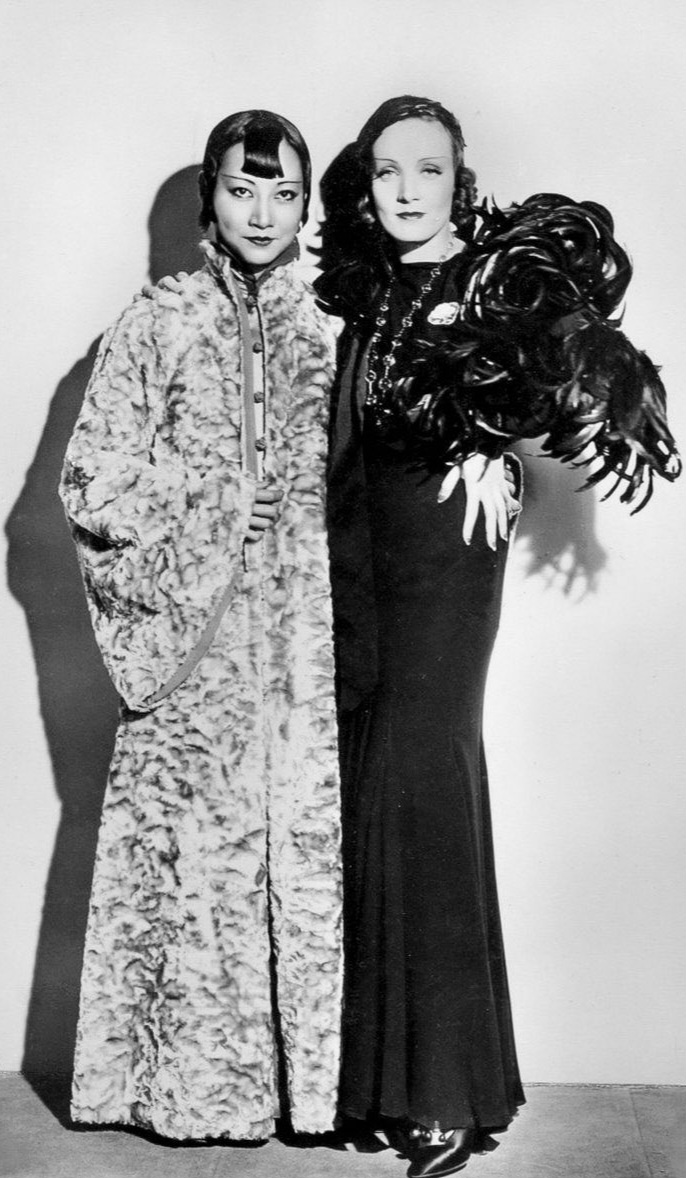
Anna May Wong y Marlene Dietrich en El expreso de Shanghai (1932).

Existe controversia acerca de si el atuendo aún se conserva. Hay constancia de que el traje todavía existía en 1974 tal y como lo atestigua una fotografía tomada en noviembre de dicho año con motivo de la exposición Romantic and Glamorous Hollywood Design, celebrada en el Museo Metropolitano de Arte (Nueva York) del 21 de noviembre de 1974 al 9 de enero de 1975, figurando en dicha instantánea André Leon Talley y su mentora Diana Vreeland. Por su parte, del 17 de abril al 5 de septiembre de 2010 se celebró en el James A. Michener Art Museum (Pensilvania) la exposición Icons of Costume: Hollywood's Golden Era and Beyond; en dicha exhibición se mostraron al público diversos trajes pertenecientes a la colección de John Lebold (denominada Hollywood Legends Collection), quien durante años trabajó como asistente de la diseñadora Edith Head. Una de las prendas expuestas era, supuestamente, el vestido de Shanghai Lily, tal y como anunció Reelz Channel en el programa Hollywood Dailies, si bien se han esgrimido tres factores que ponen en duda la autenticidad del atuendo. El primer factor concierne al diseño del traje, pues el vestido de Lebold, pese a contar con varias semejanzas respecto al traje de Banton (escote barco, cuerpo ceñido, manga larga, falta recta con vuelo en la parte baja, etc.), mostraba una notable variante en la distribución de las plumas de gallo que hicieron la prenda famosa entre el público y que constituían la seña de identidad del atuendo. Pese a que el vestido de Lebold incluía plumas de gallo, estas se hallaban presentes en una boa en vez de en el cuello y los codos como en el traje de Banton, lo que ha llevado a plantear la posibilidad de que el atuendo expuesto no fuese el auténtico, aunque cabe la posibilidad de que las plumas se perdiesen con el paso del tiempo dada su fragilidad.
El segundo factor tiene que ver con la tela; el vestido original estaba realizado en crepé, mientras que en la exhibición se indicó que el traje expuesto estaba confeccionado en terciopelo, dato significativo debido a que ambos tejidos difieren en gran medida entre sí, siendo el tercer y último factor esgrimido en contra de la autenticidad del vestido de Lebold una denuncia interpuesta contra él y también contra Americana Dance Theatre, Inc. (organismo del que es responsable Joyce Aimée, dueña del 20% de la colección de Lebold) por parte del doctor Richard Abrahamson, propietario de Toon Art, Inc. La colección había sido puesta a la venta (cuyo plazo finalizó el 1 de febrero de 2012) en un solo lote por un total de $10 000 000, y, al parecer, fue Aimée la encargada tanto de la exposición como de gestionar la venta ya que en ese entonces Lebold se encontraba en Cabo Cod (Massachusetts) aquejado de una enfermedad. Abrahamson, quien había adquirido por $100 000 algunos de los vestidos de la colección (lucidos por celebridades de la talla de Elizabeth Taylor, James Dean, Bette Davis y Greta Garbo), acusó a Lebold y a Americana Dance Theatre, Inc. de haberle vendido trajes falsos, algo que descubrió al tratar de revender estas prendas en 2011, para lo cual se puso en contacto con la casa de subastas Profiles in History; una vez publicados estos atuendos en un catálogo para su venta, el propietario de uno de los vestidos originales, usado por Taylor, se puso en contacto con la casa de subastas para advertir del fraude. Esta denuncia, en la cual se hizo constar que algunos de los objetos de la colección eran «auténticos y algunos de ellos según la información y la creencia, falsos», se suma a las ya interpuestas contra Lebold por parte de la actriz Debbie Reynolds y los estudios Warner Bros., quienes en su momento alegaron que Lebold les había robado algunos trajes, todo lo cual plantea serias dudas acerca de la autenticidad del supuesto vestido de Shanghai Lily mostrado en la exposición.
Teniendo en cuenta la incertidumbre acerca de si el traje ha logrado conservarse, existe por tanto la posibilidad de que la prenda sufriese el mismo destino que otros atuendos icónicos del cine, como el vestido de Glinda y el vestido Cheek to Cheek, los cuales se presumen perdidos. Cabe la posibilidad de que fuese reutilizado para otros filmes y se desgastase con el uso al igual que ocurrió con otras prendas de la época, lo que podría haber llevado a que el atuendo fuese tirado a la basura sin saberse siquiera en qué películas había aparecido, aunque un deficiente almacenaje podría haber deteriorado igualmente la prenda (las perchas de madera, conocidas por su alto contenido en ácido, solían provocar que los vestidos se desgarrasen en la zona de los hombros). Por otro lado, el atuendo podría haber sido robado; durante muchos años los estudios no tuvieron ningún tipo de cuidado con los trajes, accesorios, guiones y demás elementos vinculados a las películas que producían, sin ser conscientes del alto valor que acabarían teniendo en el futuro (a menudo los empleados se llevaban estos objetos como recuerdo sin permiso, sabedores de que a los directivos no les importaba esta sustracción de material). Otra posibilidad es que se modificase para su uso en otros filmes, lo que habría provocado la pérdida parcial del traje a la par que una considerable reducción de valor a nivel artístico e histórico. La modificación de prendas en la industria del cine para su reciclaje era muy habitual entonces y ahora, destacando el caso de tres vestidos facturados por Gilbert Adrian: el traje de chifón de Garbo en Camille (1936), completamente modificado para Joan Fontaine en Rebecca (1940); el vestido de Glinda, originalmente lucido por Jeanette MacDonald en San Francisco (1936) y severamente modificado para Billie Burke en El mago de Oz (1939); y otro traje de MacDonald de la misma película, levemente alterado para Gracie Allen en Honolulu (1939).

## Descripción
De acuerdo con Riva:

El vestido era largo, con un abrigo holgado de tres cuartos de crepé fluido bordeado de plumas. Como olas de un negro incandescente, se cernían sobre su cuello, se deslizaban por sus hombros y bajaban por sus brazos, deteniéndose solo donde se encontraban con el negro más apagado de unos guantes ajustados de cabritilla finísima. Una perfecta hilera de grandes cuentas de cristal atraía la mirada hacia abajo. Su bolso, con su estampado art déco en blanco y negro, detenía la mirada a la altura de la cintura.: 119 

De estilo little black dress, el vestido era de un intenso color negro (si bien en algunas imágenes publicitarias se lo muestra de color rojo o verde) y presentaba un pronunciado corte al bies muy de moda en la década de 1930 que permitía acentuar la figura al estar la tela cortada en diagonal. El traje contaba con escote barco, manga larga ceñida, corpiño ajustado y falda larga hasta los tobillos con cierto vuelo en la zona inferior proporcionado por unos delicados fruncidos a la altura de las rodillas. Los codos del traje se decoraban con vistosas plumas de gallo al igual que el escote, si bien estas últimas se hallaban sujetas a un cuello desmontable el cual se anudaba con un lazo. Como complementos destacaban un par de guantes bicolor, un bolso, un collar y un sombrero con velo el cual cubría la mitad superior del rostro.

## Legado
De acuerdo con una declaración de Hedda Hopper diez años después del estreno de la película: «Travis hizo más que cualquier otra persona para convertir a Marlene Dietrich en la figura del cine. Cuando llegó aquí, sus vestidos de tarde de satén negro estaban adornados con plumas de avestruz. Le enseñó a usar las plumas donde le harían verse mejor». El vestido está catalogado como una de las prendas más dramáticas del siglo xx; considerado uno de los trajes más famosos de Dietrich junto con el frac de Marruecos y los vestidos de pedrería de Jean Louis, el traje ha influido en diseñadores de alta costura como Giorgio Armani, Jean-Paul Gaultier, Vera Wang, Jason Wu y Charles de Vilmorin, destacando al mismo tiempo su impacto en marcas de cosméticos como Revlon y NARS, quien bautizó uno de sus pintalabios con el título de la película. Su fama ha llevado a que en la actualizad diseñadores como Ilkyaz Ozel ofrezcan trajes prêt-à-porter inspirados en el vestido en diversos estilos y colores, destacando a su vez una muñeca vestida con una réplica del atuendo comercializada por Madame Alexander en 2002. Respecto a su influencia en el mundo de la moda, cabe destacar que el uso de plumas de gallo ya era frecuente antes del estreno de la película, pues varias celebridades lucieron prendas decoradas con esta clase de plumas, como Peggy Fish, quien exhibió un diseño de Madeleine Chéruit en 1927 cuya falda estaba enteramente decorada con plumas de gallo. Del mismo modo, otras actrices se decantaron por lucir atuendos similares al de Dietrich, como Audrey Hepburn, quien en 1956 lució un sombrero y un manguito decorados con plumas de gallo obra de Jacques Fath, recibiendo en 1968 un vestido corto similar hecho especialmente para ella por su diseñador de cabecera, Hubert de Givenchy. También la actriz y bailarina Colette Marchand mostró un atuendo decorado con plumas de gallo para el ballet de Jorge Cuevas Bartholín Noire et Blanc (1958), siendo varias las actrices que han lucido plumas negras en pantalla, como Marilyn Monroe con un traje de Orry-Kelly en Some Like It Hot (1959), y Cyd Charisse y Kim Novak con un mismo vestido, obra de Walter Plunkett, respectivamente en Two Weeks in Another Town (1962) y The Legend of Lylah Clare (1968). La fama del atuendo llevaría incluso a su reproducción como disfraz, pues el mismo año del estreno del filme la aristócrata Maureen Constance Guinness, marquesa de Dufferin y Ava, lució una copia para una fiesta de disfraces organizada por Cecil Beaton, entre cuyos invitados se encontraba la célebre Diana Mitford disfrazada de ángel. Sumado a esto, el traje de Dietrich ostenta el honor de ser considerado el primer little black dress de la historia del cine, un tipo de prenda que sin embargo alcanzaría mayor relevancia con el vestido de Rita Hayworth en Gilda (1946), el atuendo de Anita Ekberg en La dolce vita (1960), y el traje de Hepburn en Breakfast at Tiffany's (1961).: 47 